# Svenska mästerskapen i fälttävlan 1970
Svenska mästerskapen i fälttävlan 1970 avgjordes i Skövde . Tävlingen var den 20:e upplagan av Svenska mästerskapen i fälttävlan.

## Resultat
| Placering | Ryttare       | Häst     |
| --------- | ------------- | -------- |
| 1         | Jan Jönsson   | Sarajevo |
| 2         | Bengt Sandahl | Damigo   |
| 3         | Kurt Nilsson  | Charlie  |